# José Luis Arribas Granados
José Luis Arribas Granados (Madrid, 14 de enero de 1975) es un deportista español que compitió en natación adaptada. Ganó una medalla de plata en los Juegos Paralímpicos de Atlanta 1996 en la prueba de 100 m braza (clase B2).

## Palmarés internacional
| Juegos Paralímpicos | Juegos Paralímpicos      | Juegos Paralímpicos | Juegos Paralímpicos |
| Año                 | Lugar                    | Medalla             | Prueba              |
| ------------------- | ------------------------ | ------------------- | ------------------- |
| 1996                | Atlanta (Estados Unidos) | Medalla de plata    | 100 m braza B2      |